# レオニウソン
レオニウソン（Leonilson、本名はホセ・レオニウソン・ベゼーラ・ディアス1957年 - 1993年）は、ブラジル生まれの芸術家である。1993年エイズにより逝去。

## 略歴
- 1957年、ブラジルのセアラ州フォルタレザに生まれる。
- 1961年、サンパウロへ転居。
- 1977年、サンパウロのアルマンド・アルバレス・ペンティアード大学美術部に入学。
- 1981年、ヨーロッパへの初旅行。以降頻繁に海外を旅行し国内外の美術館・画廊で発表。
- 1985年、サンパウロ・ビエンナーレに初出展。
- 1993年、エイズにより逝去。享年36歳。
- 1998年、サンパウロ・ビエンナーレで特別回顧展示。

## 作品
ドローイング・絵画や布を使ったコラージュ的な作品などを制作。個人的な体験や日々の感慨をポエムティックに昇華し、激しい感情や内面の欲望を寓意的に表現したものであり、多くは紙やキャンバスにドローイングで描かれた。ピアノやトロンボーンなど楽器、動植物、身体のパーツ、旅行の痕跡としての地図などが浮遊するように画面に現れる。